# Haus Kaiserstraße 23 1/2 (Heilbronn)

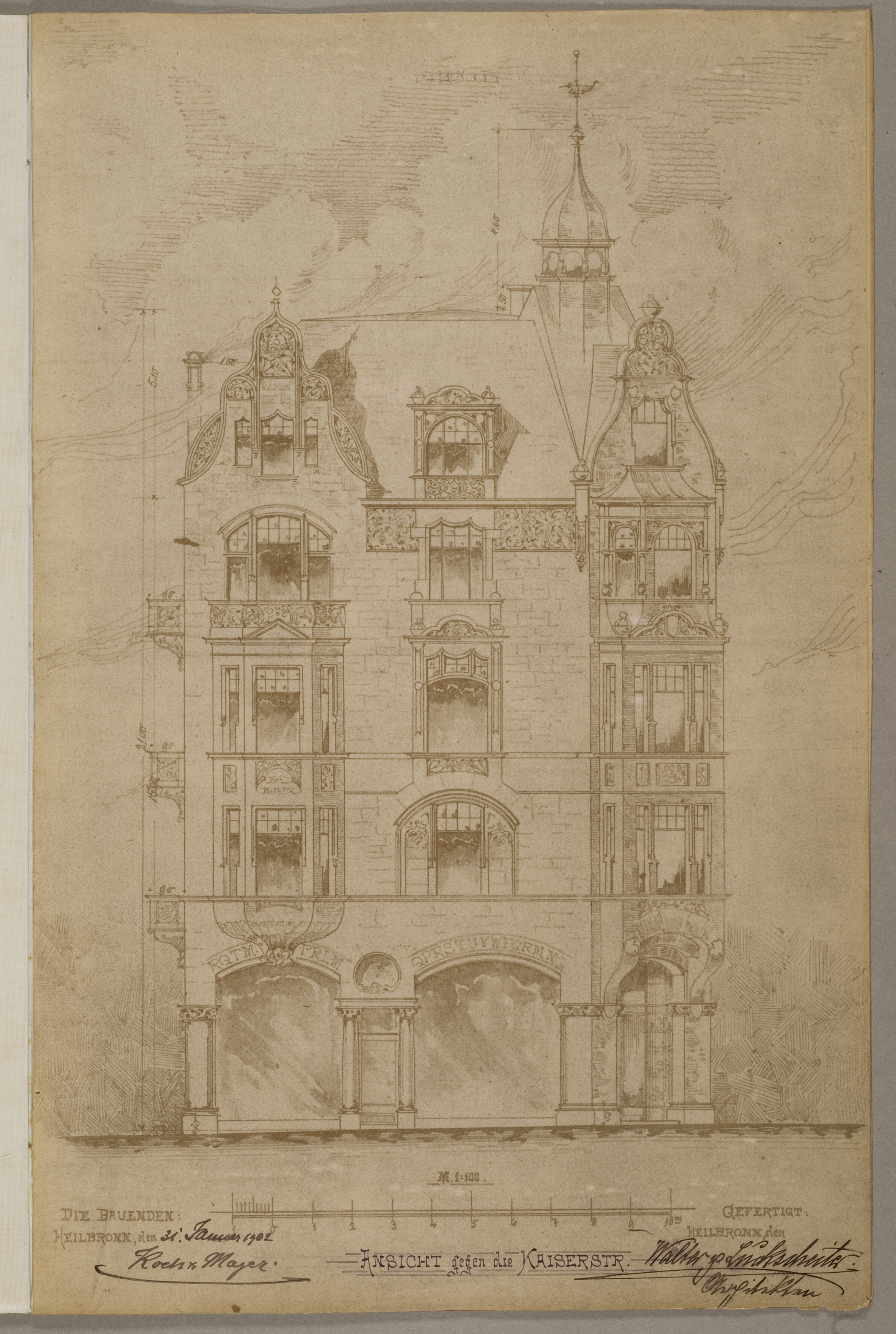
Haus Kaiserstraße 23 1/2; Ansicht gegen Kaiserstraße; Entwurf der Architekten Ernst Walter und Karl Luckscheiter

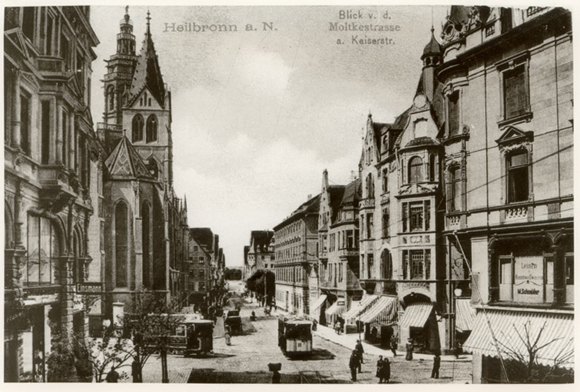
Haus Kaiserstraße 23 1/2

Das Haus Kaiserstraße 23 1/2 in Heilbronn ging auf den reichsstädtischen Pfarrhof von St. Kilian zurück, später war es das Haus der Königlichen Finanzkammer und des Oberamtsgerichts. Im Jahr 1903/1904 entstand hier ein „typischer Bau des Jugendstils“, der nach Plänen der Architekten Ernst Walter und Karl Luckscheiter erbaut wurde. Der Jugendstilbau zählte zu den prachtvollen, repräsentativen Geschäftshäusern der Kaiserstraße als damals wichtigster Straße Heilbronns. Das Jugendstilgebäude wurde bei dem Luftangriff auf Heilbronn zerstört. Heute befindet sich dort ein im Jahr 1950 erbautes Wohn- und Geschäftshaus der Firma G. H. Keller's Tuchhandlung nach Plänen des Stuttgarter Architekten Hermann Krenz, der auch das Stammhaus der Firma in Stuttgart plante.

## Lage und Umgebung
Das Gebäude befand sich am Verkehrsknotenpunkt Kiliansplatz, Kaiserstraße und Sülmerstraße und zählte mit den zwei anderen korrespondierenden Gebäuden zu den Türmen des Kiliansplatzes. Der Name ergab sich aus dem Umstand, dass alle drei Gebäude Ecktürme hatten, die aufeinander abgestimmt waren und den Kiliansplatz in unmittelbarer Nähe zur Kilianskirche dominierten.
Die Stadt Heilbronn hatte durch die Industrialisierung einen großen Wandel durchlaufen, wobei der Durchbruch der Kaiserstraße als Durchgangsstraße nach Osten hin zur Allee und die Einrichtung der sich am Kiliansplatz kreuzenden Linien der Straßenbahn Heilbronn von 1894 bis 1897 städtebauliche Impulse auslösten, in deren Zug zahlreiche Gebäude an der Kaiserstraße erneuert wurden.

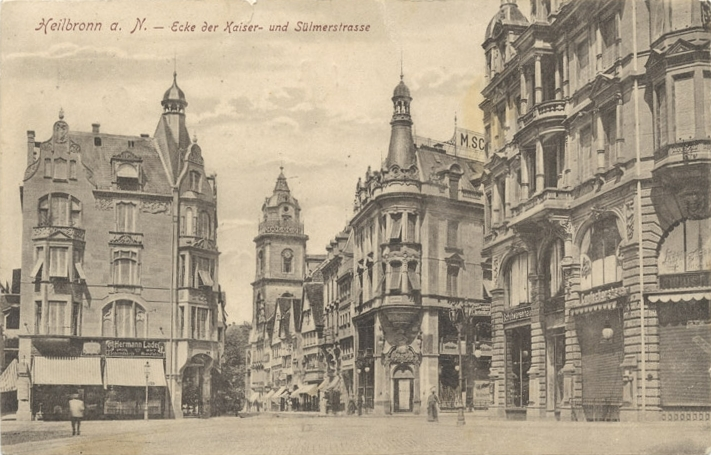
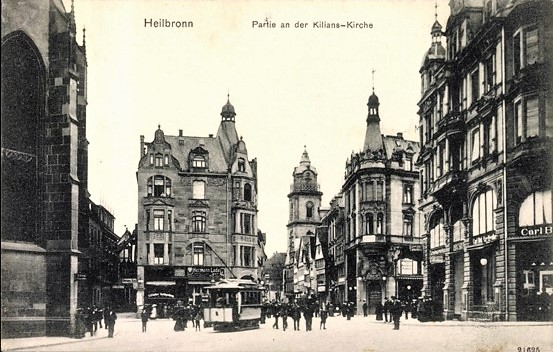

## Geschichte

### „Pfarrhove“ (St. Kilian) / Königliche Finanzkammer/Oberamtsgericht

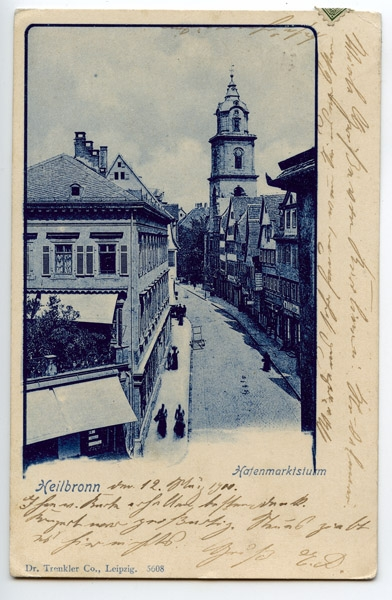
Linkes Eckgebäude: ehemalige „Pfarrhove“ (St. Kilian) / Königliche Finanzkammer/Oberamtsgericht vor 1900

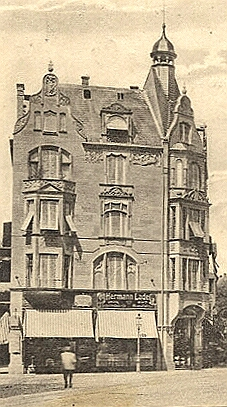
Fotografie des Hauses Kaiserstraße 23 1/2

Ein Gebäude an dieser Stelle wurde urkundlich erstmals im Jahr 1408 als Pfarre und ab 1485 als Pfarrhof erwähnt. Für das Jahr 1601 ist die Einrichtung eines Brunnens überliefert. Das Gebäude war bis ins frühe 19. Jahrhundert im Besitz der städtischen Stiftungspflege, bevor es durch Tausch mit dem Schöntaler Hof an die Königliche Finanzkammer kam. Anschließend diente es von bis 1862 als Sitz des Oberamtsgerichtes. Im Jahr 1863 wurde es vom Staat an Kaufmann Albert Schmidt veräußert. Im Jahr 1901 kam das dreigeschossige klassizistische Gebäude in die Hände des Baugeschäfts Koch & Mayer, welches das Gebäude im Jahr 1902 zugunsten eines Neubaus abriss.

### „Säule des Kiliansplatzes“ (Architekten Ernst Walter und Karl Luckscheiter)

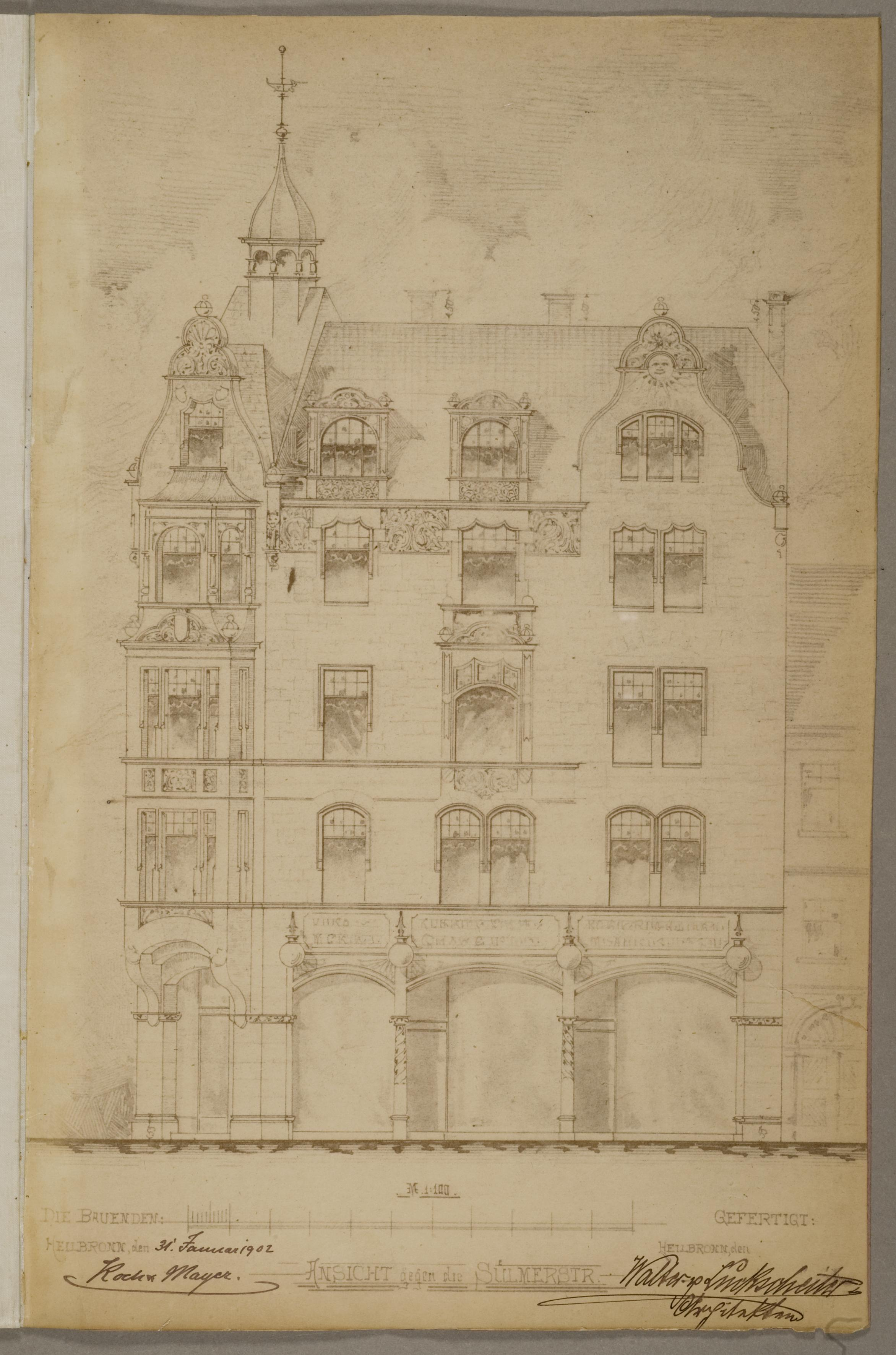
Zeichnung von Karl Luckscheiter: Haus Kaiserstraße 23 1/2; Ansicht gegen Sülmerstraße; Entwurf der Architekten Ernst Walter und Karl Luckscheiter

Seit 1901 im Besitz des Baugeschäfts Koch & Mayer, wurde das alte Gebäude abgebrochen und es entstand im Jahr 1903 ein Jugendstilbau nach den Plänen der Architekten Ernst Walter und Karl Luckscheiter.
Auf der linken Seite des Hauses befand sich ein „gegenläufig geschweifter Blendgiebel mit Blattwerkverzierungen“. Die Bauplastik des Giebels bestand aus einer Konchie, Kind und Fruchtfestons. Unterhalb des Blendgiebels befand sich ein „von einem Balkon abgeschlossener Doppelerker“.
Auf der rechten Seite des Hauses befand sich ein „übereckgestellter dreistöckiger Erker, der auf Konsolen mit Rundbogen über dem Haupteingang ruht[e]“. Die Ecke fand ihren oberen Abschluss in einem „Türmchen mit Laterne und Haube“.
Der Turmaufbau korrespondierte mit den Türmchen und Laternen der beiden gegenüberstehenden Häuser 25 und 40, die deswegen als „die drei Säulen des Kiliansplatzes“ bezeichnet wurden.
Das Haus wurde wie die gesamte Heilbronner Innenstadt bei dem Luftangriff auf Heilbronn am 4. Dezember 1944 zerstört.

### Wohn- und Geschäftshaus (Architekt Hermann Krenz)
Am 15. Oktober 1950 wurde an gleicher Stelle das Wohn- und Geschäftshaus der Firma G. H. Keller's Tuchhandlung nach Plänen des Stuttgarter Architekten Hermann Krenz eröffnet, der auch das Stuttgarter Hauptgeschäft dieser Firma erbaut hatte.

## Rezeption
Ein zeitgenössisches Zitat beschreibt die Kaiserstraße der Gründerzeit:

„Prachtstraße der Gründerzeit … In der Kaiserstraße die repräsentativsten Geschäftshäuser der Stadt; zusammen mit der Bahnhofstraße bildete sie einen großstädtischen Boulevard im Herzen der Stadt.“

Das am Verkehrsknotenpunkt Kiliansplatz, Kaiserstraße und Sülmerstraße befindliche Jugendstilgebäude ist auch über seine Zerstörung hinaus Gegenstand von Darstellung geblieben:
- Im Jahr 1980 widmete sich der Künstler Hubert in einer modernen Radierung nach dem Jugendstilbau. Das Werk heißt: „Ansicht der Kreuzung Kaiserstraße/Sülmerstraße von Süden“.[7]
- Im Jahr 1991 widmete sich Rolf Friederichs in Hommage an Heilbronn – Frühe Erinnerungen (Acryl / Kreide auf Nessel) dem historischen Eckgebäude Kaiserstraße 23 1/2, wie es auf die darunterfahrende Straßenbahn zu stürzen scheint. Flankiert wird das markante Eckhaus von dem Hafenmarktturm:

„Über 50jährige Erfahrung in und mit der Stadt bringt Rolf Friederichs in seine implusive vierteilige ‚Hommage an Heilbronn‘ ein. In nervösem Strich reflektiert er das Stadtbild vor der Zerstörung, das auf den kleinen Jungen schier einzustürzen droht, zeigt die brennende Stadt und den Wiederaufbau und kommentiert das heutige Heilbronn, wo ‚der Kommerz die Kultur überwiegt‘ und die Industrie regiert. Friederichs kopiert formal spannend jeweils zwei Bilder aufeinander und integriert die Titel als Schriftzüge ins Bild.“